# 豊山町立豊山小学校
豊山町立豊山小学校（とよやまちょうりつ とよやましょうがっこう）は、愛知県西春日井郡豊山町にある町立の小学校である。プロ野球選手であるイチローの出身校でもある。

## 沿革
- 1907年（明治40年） - 豊山尋常小学校として開校
- 1907年（明治41年） - 「豊山尋常高等小学校」に改称
- 1941年（昭和16年） - 「豊山国民学校」に改称
- 1947年（昭和22年） - 現・校名に改称
- 1967年（昭和47年） - 新栄小学校が独立
- 1978年（昭和53年） - 志水小学校が独立

## 学校付近
- 豊山町立豊山中学校
- 豊山町役場
- 溝口城跡
- 青塚砦跡
- 豊山郵便局
- 常安寺
- 長寿寺

## 所在地
- 愛知県西春日井郡豊山町大字豊場字中之町10